# Hedvig Sundström
Hedvig Wilhelmina Sundström, född 25 mars 1872 i Stockholm, död där 22 september 1954, var en svensk målare.
Hon var dotter till polismästaren Carl Adolf Sundström och Axeline Wahlqvist och från 1898 gift med överstelöjtnanten Thorsten Wennerström. Sundström studerade landskapsmålning för Reinhold Norstedt, Elisabeth Keyser och Ingeborg Westfelt i Stockholm. Hon utförde ett antal större fint avstämda oljemålningar från Stockholms skärgård, Norrland och Visby innan hon avslutade sin karriär som konstnär.  